# Verwandlung (Theater)
Verwandlung nennt sich in der Theatersprache eine Änderung des Bühnenbilds durch die Bühnentechniker und Requisiteure oder die Bühnenmaschinerie. Zumeist geschehen Verwandlungen bei geschlossenem Vorhang. Wenn sie vom Publikum aus beobachtet werden können, nennt man sie „offene Verwandlung“. Häufige Verwandlungen sind seit dem Barocktheater beliebt, etwa in Zauberstücken und Zauberopern.
Bis zum 19. Jahrhundert bestand ein Bühnenbild, das einen Schauplatz charakterisierte, vor allem aus einem bemalten Rückprospekt. Mithilfe von Seilzügen ließ sich eine Verwandlung leicht bewerkstelligen. Erheblich aufwändiger waren die Verwandlungen seit etwa 1820, als das Bühnenbild mehr und mehr aus „praktikablen“ Gegenständen bestand, zum Beispiel Türen und Fenstern, die sich öffnen ließen, realistischen Möbeln o. ä. Diese Entwicklung verstärkte sich bis zum Naturalismus. Manche Theater am Ende des 19. Jahrhunderts beschäftigten an die hundert Techniker, um die beliebten Ausstattungsstücke zu realisieren. 
Sehr aufwendige Verwandlungen sind oft nur mittels einer Drehbühne möglich. Moderne große Bühnen können mehrere vollständige Bühnenbilder seitlich, oberhalb und unterhalb der Bühne unterbringen, die sich hydraulisch und mit Seilzügen verschieben lassen (die Opéra Bastille etwa bis zu neun). 
Aufgrund der hohen Personalkosten wird heute allerdings oft in Einheitsdekorationen gespielt, die sich mit Hilfe der Theaterbeleuchtung variieren lassen. Viele Elemente der Verwandlung haben sich deshalb auf die Lichttechnik verschoben (vgl. Lichtdesign).